# Chad Haga
Chad Haga, nascido a 26 de agosto de 1988 em McKinney no Texas, é um ciclista estadounidense, membro do Team Sunweb. É conhecido pelo seu trabalho como gregário, ainda que também se destaca na especialidade de Contrarrelógio.

## Biografia
Estreiou como profissional em 2011 nas fileiras da equipa Optum presented by Kelly Benefit Strategies. Em 2013 conseguiu algumas destacáveis actuações como o segundo lugar na Volta ao Alentejo (Portugal) e a décima posição na Volta a Califórnia. Em 22 de agosto de 2013 anunciou-se o seu contrato pela Giant-Shimano face à temporada 2014. No dia 20 de Agosto foi confirmado pela sua equipa para tomar a saída na Volta a Espanha de 2014 sendo assim esta a primeira grande ronda por etapas na que o americano toma parte.
Em janeiro de 2016, a equipa Giant-Alpecin sofre um forte acidente enquanto treinava pela zona de Calpe, em Alicante. Seis ciclistas são atropelados por um carro conduzido por uma aposentada britânica que invadiu o sentido contrário, resultando afectados Chad Haga, John Degenkolb, Warren Barguil, Fredrik Ludvigsson, Ramon Sinkeldam e Max Walscheid. Não obstante, Haga consegue recuperar-se a tempo das suas feridas e chega a ponto para tomar a saída no Giro d'Italia, o qual consegue terminar. Nesse mesmo ano também participa na Volta a Espanha.
Para a temporada 2017 continua na mesma estrutura, agora chamada Team Sunweb, e volta a ser seleccionado como integrante da equipa para o Giro d'Italia. Suas funções como gregário contribuem à vitória final de Tom Dumoulin, sendo a primeira vez que um holandês ganha esta corrida.

## Palmarés
2013
- 1 etapa do Redlands Bicycle Classic
- 1 etapa do Tour de Elk Grove

## Resultados nas Grandes Voltas e Campeonatos do Mundo
| Corrida            | 2011 | 2012 | 2013 | 2014 | 2015 | 2016 | 2017 | 2018 |
| ------------------ | ---- | ---- | ---- | ---- | ---- | ---- | ---- | ---- |
| Giro de Itália     | -    | -    | -    | -    | 99º  | 78º  | 82º  | -    |
| Tour de França     | -    | -    | -    | -    | -    | -    | -    | -    |
| Volta a Espanha    | -    | -    | -    | 73º  | -    | 76º  | 98º  | -    |
| Mundial em Estrada | -    | -    | -    | -    | -    | Ab.  | -    | -    |

-: não participa

Ab.: abandono

## Equipas
- Optum presented by Kelly Benefit Strategies (2011-2013)
- Giant (2014-)
  - Team Giant-Shimano (2014)
  - Team Giant-Alpecin (2015-2016)
  - Team Sunweb (2017-)